# Кастањоле (Торино)
Кастањоле (итал. Castagnole) је насеље у Италији у округу Торино, региону Пијемонт.
Према процени из 2011. у насељу је живело 46 становника. Насеље се налази на надморској висини од 655 м.